# Jaroslava Komárková
Jaroslava Komárková provdaná Jaroslava Křítková (23. dubna 1927, České Budějovice - 26. října 2010) byla československá sportovkyně, koulařka. Dvakrát reprezentovala Československo na letních olympijských hrách. V roce 1948 v Londýně skončila na 5. místě a na letních olympijských hrách v Helsinkách v roce 1952 obsadila 12. místo..